# Riassunti d'amore - Mina straniera
Riassunti d'amore - Mina straniera, pubblicato il 12 giugno 2009, è una raccolta della cantante italiana Mina.
Nel 2012, questa raccolta è stata rimossa dalla discografia sul sito ufficiale minamazzini.com.

## Descrizione
La compilation contiene quattro brani in spagnolo inediti per l'Italia - Lo sé (Fosse vero), Amore (Amore), Hoy (Noi), De acuerdo (Va bene, va bene così) - tratti dall'album Nostalgias del 1998, pubblicato solo nei paesi di lingua spagnola.

## Tracce
1. Wave (Vou te contar) - 5:07 - Tratta da Canarino mannaro (1994).
2. Lo sé (Fosse vero) (inedito) - 4:24 - Tratta da Nostalgias (1998). Versione originale in italiano in Canarino mannaro (1994).
3. La fin des vacances - 4:20 - Tratta da Bula Bula (2005).
4. One For My Baby (And One More For the Road) - 4:40 - Tratta da L'allieva (2005).
5. Amore (Amore) (inedito) - (con Riccardo Cocciante) - 5:21 - Tratta da Nostalgias (1998). Versione originale in italiano in Canarino mannaro (1994).
6. Strangers in the Night - 4:04 - Tratta da L'allieva (2005).
7. Hoy (Noi) (inedito) - 5:26 - Tratta da Nostalgias (1998). Versione originale in italiano in Canarino mannaro (1994).
8. Crazy - 5:46 - Tratta da Canarino mannaro (1994).
9. Encadenados - 4:16 - Tratta da Pappa di latte (1995).
10. De acuerdo (Va bene, va bene così) (inedito) - 5:32 - Tratta da Nostalgias (1998). Versione originale in italiano in Canarino mannaro (1994).
11. The Captain of Her Heart/Every Breath You Take - 5:08 - Tratta da Pappa di latte (1995).
12. ¿Cómo estás? (Come stai) - 4:36 - Tratta da Todavía (2007).
13. Someday in My Life - (con Mick Hucknall) - 4:02 - Tratta da Leggera (1997).
14. Puro teatro - 4:01 - Tratta da Colección latina (2001).
15. Come Together - 7:42 - Tratta da Canarino mannaro (1994).